# Majorana (gênero)
Majorana  é um gênero botânico da família Lamiaceae

## Espécies
Composto por 33 espécies:
- M. aegyptiaca
- M. bevani
- M. crassa
- M. crassifolia
- M. dictamnus
- M. dubia
- M. fragrans
- M. hortensis
- M. leptoclados
- M. majorana
- M. majorica
- M. maru
- M. mexicana
- M. micrantha
- M. microphylla
- M. neglecta
- M. nervosa
- M. onites
- M. orega
- M. oreja
- M. ovalifolia
- M. paniculata
- M. scutellifolia
- M. sipylea
- M. smyrnaea
- M. suffruticosa
- M. syriaca
- M. tenuifolia
- M. tomentosa
- M. turbinata
- M. uncinata
- M. vulgaris